# Hypostomus unae
Hypostomus unae är en fiskart som först beskrevs av Steindachner, 1878.  Hypostomus unae ingår i släktet Hypostomus och familjen Loricariidae. IUCN kategoriserar arten globalt som livskraftig. Inga underarter finns listade i Catalogue of Life.